# Campyliadelphus elodes
Campyliadelphus elodes là một loài Rêu trong họ Amblystegiaceae. Loài này được (Lindb.) Kanda mô tả khoa học đầu tiên năm 1975.